# 반펠라기우스주의
반펠라기우스주의(Semipelagianism, Latin: Semipelagianismus)란 구원에 있어서 하느님과 인간의 협력적 관점을 주장하는 것이다. 아우구스티누스의 주장은 인간의 전적인 부패와 구원에 있어서 하느님의 전적인 은총을 강조하였지만 펠라기우스주의는 구원에 인간의 자유의지를 통하여 인간이 스스로 구원을 이룰수 있다고 주장하여 이단으로 정죄되었다. 반펠라기우스주의는 아우구스티누스의 원죄론과 은총론을 받아들이지만 거기에 펠라기우스의 사상을 혼합시켰다. 인간은 원죄로 인하여 스스로 구원에 이를 수는 없지만 그래도 구원을 향해 상당한 수준에 이를 수 있는 존재라는 것, 거기에 하느님의 은총이 더해짐으로써 마침내 구원에 이르게 된다고 가르친 것이다. 알기 쉽게 말하면 하느님은 스스로 돕는 자를 돕는다는 것이다. 자기의 구원을 위하여 스스로 노력하는 자에게 하느님은 은혜를 베푸셔서 구원의 완성에 이른다는 것이다. 그러나 이 사상도 역시 펠라기우스주의에 속한 것으로 간주되어 529년 제 2차 오렌지회의(Second Council of Orange, 529)에서 이단으로 정죄되었다.

## 같이 보기
- 아우구스티누스
- 펠라기우스
- 제 2차 오렌지회의